# Marcello Rodinò
Marcello Rodinò di Miglione (Napoli, 17 aprile 1906 – 27 agosto 1994) è stato un dirigente d'azienda italiano, figlio di Giulio Rodinò di Miglione che fu, con don Luigi Sturzo, fondatore del Partito Popolare Italiano, avversario del fascismo e più volte ministro.

## Biografia
Appartenente ad una famiglia di antica nobiltà, laureato in ingegneria elettrotecnica ed in giurisprudenza aveva iniziato la sua carriera nel 1930 alla Società Meridionale di Elettricità (SME) diventandone nel 1954 Direttore Generale.
Nel 1956 fu chiamato ad assumere l'incarico di Amministratore delegato della Rai per un triennio e fu riconfermato per i due trienni successivi (1959-61 e 1962-64).
Durante questo periodo è stato anche Presidente della Unione europea di radiodiffusione e dalla sua costituzione nel 1961 Presidente della Telespazio di cui divenne nel 1970 anche Amministratore delegato.
È stato Presidente dell'Assonime dal 1970 al 1975.
Nel 1962 fu nominato Cavaliere del Lavoro e nella carriera ha ricevuto numerosi altri riconoscimenti tra cui la laurea ad honorem del Manhattan College di New York ed il conferimento dell'onorificenza della Legion d'onore da parte dello Stato Francese.